# Flughafen Riad

i8
i11
i13
Der Flughafen Riad (Engl. King Khalid International Airport; arabisch مطار الملك خالد الدولي Matār al-Malik Chālid ad-Duwalī; IATA-Code: RUH, ICAO-Code: OERK) ist ein internationaler Flughafen rund 30 Kilometer nördlich der Hauptstadt Riad (Saudi-Arabien). Er ist benannt nach Khalid ibn Abd al-Aziz.
Die Anlage verfügt über zwei asphaltierte Start- und Landebahnen mit einer Länge von jeweils 4205 m auf einer Höhe von 625 m.
Der vom amerikanischen Architektenbüro Hellmuth, Obata + Kassabaum konstruierte und am 26. November 1983 fertiggestellte Flughafen verfügt über eine mit 225 km² ungewöhnlich große Fläche, von der jedoch zurzeit nur etwa ein Viertel genutzt wird. Seine anberaumte Kapazität von ca. 25 Millionen Passagieren (PAX) pro Jahr wurde noch im Jahr 2006 nur zur Hälfte ausgeschöpft, 2017 knapp erreicht und 2018 mit 26 Millionen deutlich überschritten. Der Kontrollturm ist 81 m hoch und zählt zu den höchsten der Welt, er hat 19 Stockwerke und eine Arbeitsfläche von 1230 m².
Während der Betriebszeit des Space Shuttle war der Flughafen ein möglicher Notlandeplatz im Falle einer außerplanmäßigen Landung.
Die neue Fluggesellschaft Riyadh Air plant, den Flughafen als Drehkreuz zu nutzen.

## Flughafeninfrastruktur
Es gibt 1196 m Fahrsteige und 80 Aufzüge. Der Flughafen hat ein großes Terminal mit vier Abfertigungshallen, von denen nur drei benutzt werden. Halle 1 wird für ausländische Fluggesellschaften verwendet. Halle 2 wird für internationale Flüge der Saudi Arabian Airlines und Halle 3 für deren nationale Flüge benutzt. Auf dem wüstenhaften Flughafenareal sind zahlreiche Begrünungen vorgenommen worden; es gibt 225.000 Pflanzen. Der Flughafen verfügt über eine große Moschee, die Platz für 5000 Gläubige im Innern und weitere 5000 außen bietet. Die Kuppel hat einen Durchmesser von 33 m und ist 40 m hoch, das Minarett ist 39 m hoch.

## Ausbau
Im Juli 2014 gewann der deutsche Baukonzern Hochtief die mit 2,9 Mrd. US-Dollar-dotierte Ausschreibung um die Expansion des Flughafens. Hierbei soll unter anderem bis Mai 2019 ein fünftes Terminal konstruiert werden.
Im Dezember 2022 wurde bekannt, dass der Flughafen stark ausgebaut werden soll. Dann soll der Flughafen in King Salman International Airport umbenannt werden.

## Zwischenfälle
- Am 27. Juli 2010 kam eine Frachtmaschine der Lufthansa Cargo des Typs McDonnell Douglas MD-11 nach der Landung von der Bahn ab und zerbrach in zwei Teile. Das Flugzeug brannte aus, die beiden verletzten Piloten überlebten (siehe auch Lufthansa-Cargo-Flug 8460).[8]